# Stazione di Molina-Castelvecchio Subequo
La stazione di Molina-Castelvecchio Subequo è una stazione ferroviaria della ferrovia Terni-Sulmona a servizio dei comuni di Molina Aterno e di Castelvecchio Subequo.

## Movimento
La stazione è servita da treno regionali gestiti da Trenitalia per conto della regione Abruzzo, diretti a L'Aquila e Sulmona.